# Marie Dähnhardt
Marie Wilhelmine Dähnhardt (Gadebusch, 1 de junho de 1818–Londres, 1902) foi uma sufraggette alemã avant la lettre, por algum tempo associada ao clube de debates de Berlim Die Freien.

## Biografia
Dähnhardt nasceu em 1º de junho de 1818 em Gadebusch, hoje Mecklemburgo-Pomerânia Ocidental, Alemanha. Ela era filha do farmacêutico Helmuth Ludwig Dähnhardt e de sua esposa Maria (nascida Brünger). Sua família era de origem burguesa e ela teve uma boa educação na juventude.  No início de sua vida, seu pai morreu e ela herdou uma pequena fortuna de 10.000 táleres. 
O mais tardar em 1838, ela se mudou para Berlim contra a vontade de sua família, onde se associou ao Die Freien no bar de vinhos Hippel, onde provavelmente conheceu seu futuro marido, Max Stirner. Durante sua estada em Berlim, ela costumava, ao contrário de sua educação burguesa e bem-educada, fumar charutos, jogar bilhar, beber cerveja de Munique e vestir-se com trajes masculinos para visitar bordéis. 
Ela foi casada com o filósofo Max Stirner de 1843 a 1846. Após o divórcio mudou-se para Londres, onde trabalhou como professora sob a proteção de Lady Bunsen, esposa do embaixador prussiano.  Mais tarde, em 1852 ou 1853, ela emigrou para Melbourne, Austrália, onde ganhava a vida como lavadeira.   Depois de retornar à Inglaterra, ela se juntou a uma comunidade católica,  onde foi encontrada pelo biógrafo de Stirner, John Henry Mackay, mas se recusou a falar sobre seu ex-marido e afirmou: "Stirner era um homem muito astuto que ela não respeitava nem amados e alegando que o relacionamento deles tinha sido mais uma coabitação do que um casamento".  Ela morreu no início de 1902 em Londres. 